# زیکر ۰۰۱
زیکر ۰۰۱ یک خودروی شوتینگ بریک اندازه بزرگ برقی ۵ در است که توسط جیلی تحت برند زیکر بر پایه طراحی فنی لینک اند کو ساخته شده‌است. این خودرو از اکتبر ۲۰۲۱ در چین و سپس در ۲۰۲۲ در اروپا به بازار عرضه می‌شود.

## بررسی اجمالی

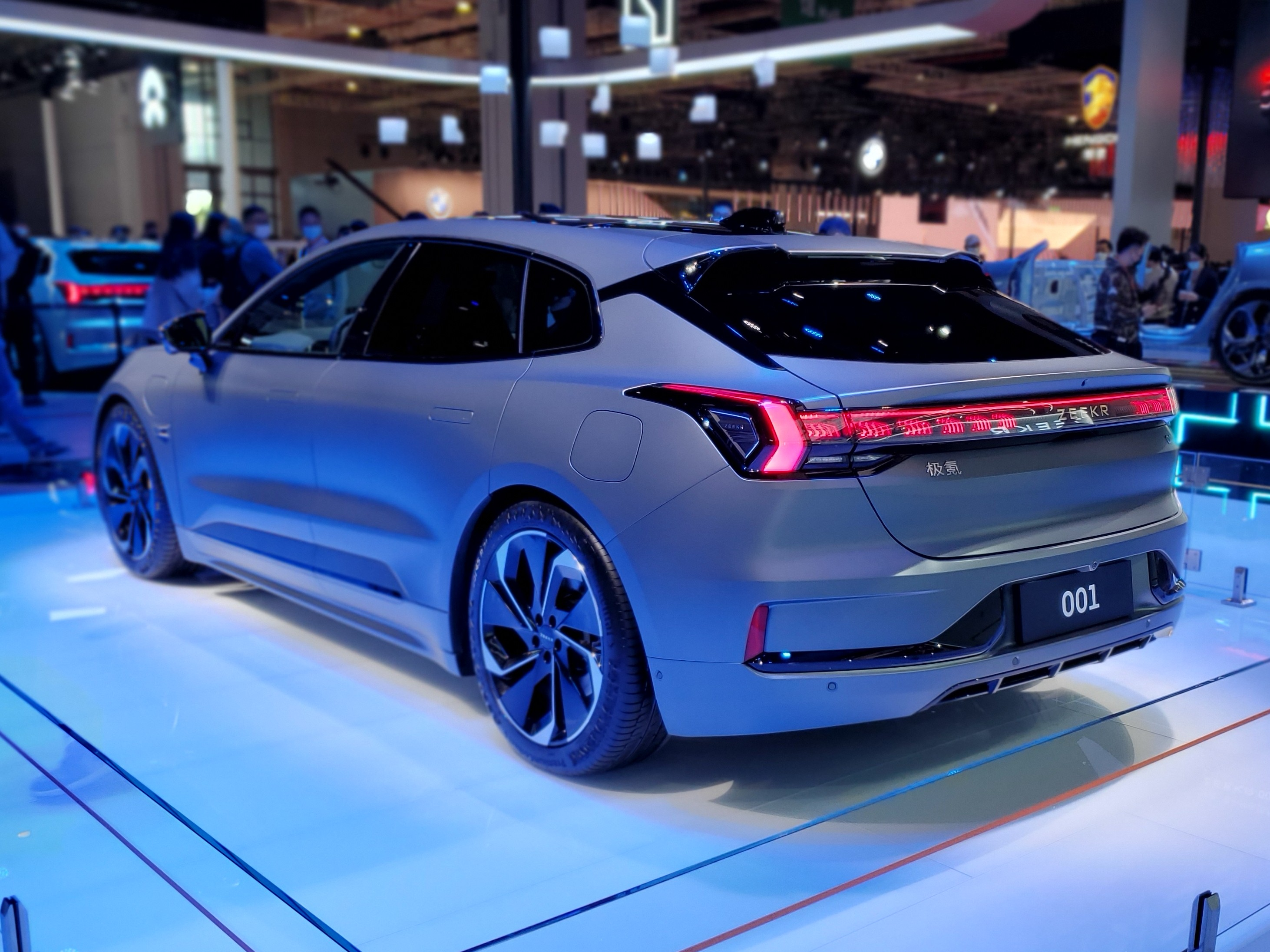
نمای عقب

این خودرو در آوریل ۲۰۲۱ وارد مدار تولید انبوه شد.
بخش عقبی خودرو مشابه پورشه پانامرا و قسمت جلویی دماغه خودرو از طراحی خودروهای لینک اند کو گرفته شده‌است.
این خودرو بر پایه پلتفرم مخصوص خودروهای برقی جیلی ساخته شده‌است.

### مشخصات فنی
مدل پرفورمنس این خودرو دارای موتورهای الکتریکی است که در هر دو محور جلو و عقب است که مجموعاً ۵۳۶ اسب بخار قدرت و ۷۰۰ نیوتن متر گشتاور تولید می‌کند و می‌تواند صفر تا صد کیلومتر خودرو را در ۳٫۸ ثانیه برساند. شرکت زیکر ادعا می‌کند که ۰۰۱ می‌تواند با یک‌بار شارژ تا ۷۰۰ کیلومتر کار کند.